# Ashleigh Ball (hockey sur gazon)
Pour les articles homonymes, voir Ashleigh Ball et Ball.
Ashleigh Julia Ball (née le 25 mars 1986 à Brighton (Angleterre)) est une joueuse de hockey sur gazon britannique, membre de l'équipe de Grande-Bretagne de hockey sur gazon féminin. 
Avec la Grande-Bretagne, elle est médaillée de bronze aux Jeux olympiques d'été de 2012 à Londres.